# Prymasi Kościoła Episkopalnego w Stanach Zjednoczonych
Poniżej znajduje się lista Prymasów Kościoła Episkopalnego w Stanach Zjednoczonych. Początkowo funkcję tę sprawował najstarszy biskup pod względem konsekracji. Począwszy od 1926 roku, urząd stał się obieralny. Prymas jest wybierany przez wszystkich biskupów podczas Konwencji Generalnej, a następnie zatwierdzony przez Izbę Deputowanych. Jego kadencja trwa dziewięć lat.

## Prymasi według starszeństwa
| #  | Prymas                    | Portret | Początek rządów     | koniec rządów       | Diecezja             | Długość rządów  |
| -- | ------------------------- | ------- | ------------------- | ------------------- | -------------------- | --------------- |
| 1  | William White             |         | 28 lipca 1789       | 3 października 1789 | Pensylwania          | 0 lat, 67 dni   |
| 2  | Samuel Seabury            |         | 5 października 1789 | 8 września 1792     | Connecticut          | 2 lata, 339 dni |
| 3  | Samuel Provoost           |         | 13 września 1792    | 8 września 1795     | New York             | 2 lata, 360 dni |
| 4  | William White             |         | 8 września 1795     | 17 lipca 1836       | Pensylwania          | 40 lat, 313 dni |
| 5  | Alexander Viets Griswold  |         | 17 lipca 1836       | 15 lutego 1843      | Wschodnia            | 6 lat, 213 dni  |
| 6  | Philander Chase           |         | 15 lutego 1843      | 20 września 1852    | Illinois             | 9 lat, 218 dni  |
| 7  | Thomas Church Brownell    |         | 20 września 1852    | 13 stycznia 1865    | Connecticut          | 12 lat, 115 dni |
| 8  | John Henry Hopkins        |         | 13 stycznia 1865    | 9 stycznia 1868     | Vermont              | 2 lata, 361 dni |
| 9  | Benjamin Bosworth Smith   |         | 9 stycznia 1868     | 31 maja 1884        | Kentucky             | 16 lat, 143 dni |
| 10 | Alfred Lee                |         | 31 maja 1884        | 12 kwietnia 1887    | Delaware             | 2 lata, 316 dni |
| 11 | John Williams             |         | 12 kwietnia 1887    | 7 lutego 1899       | Connecticut          | 11 lat, 301 dni |
| 12 | Thomas March Clark        |         | 7 lutego 1899       | 7 września 1903     | Rhode Island         | 4 lata, 243 dni |
| 13 | Daniel Sylvester Tuttle   |         | 7 września 1903     | 17 kwietnia 1923    | Missouri             | 19 lat, 222 dni |
| 14 | Alexander Charles Garrett |         | 17 kwietnia 1923    | 18 lutego 1924      | Dallas               | 0 lat, 307 dni  |
| 15 | Ethelbert Talbot          |         | 18 lutego 1924      | 1 stycznia 1926     | Środkowa Pensylwania | 1 rok, 317 dni  |

## Prymasi wybrani drogą elekcji
| #  | Prymas                      | Portret | Początek rządów   | Koniec rządów        | Poprzednia diecezja | Długość rządów       |
| -- | --------------------------- | ------- | ----------------- | -------------------- | ------------------- | -------------------- |
| 16 | John Gardner Murray         |         | 1 stycznia 1926   | 3 października 1929  | Maryland            | 3 lata, 275 dni      |
| 17 | Charles Palmerston Anderson |         | 13 listopada 1929 | 30 stycznia 1930     | Chicago             | 0 lat, 78 dni        |
| 18 | James DeWolf Perry          |         | 26 marca 1930     | 31 grudnia 1937      | Rhode Island        | 7 lat, 280 dni       |
| 19 | Henry St. George Tucker     |         | 1 stycznia 1938   | 31 grudnia 1946      | Wirginia            | 8 lat, 364 dni       |
| 20 | Henry Knox Sherrill         |         | 1 stycznia 1947   | 14 listopada 1958    | Massachusetts       | 11 lat, 317 dni      |
| 21 | Arthur C. Lichtenberger     |         | 15 listopada 1958 | 12 października 1964 | Missouri            | 5 lat, 332 dni       |
| 22 | John Elbridge Hines         |         | 1 stycznia 1965   | 31 maja 1974         | Teksas              | 9 lat, 150 dni       |
| 23 | John Maury Allin            |         | 1 czerwca 1974    | 31 grudnia 1985      | Missisipi           | 9 lat, 150 dni       |
| 24 | Edmond Lee Browning         |         | 1 stycznia 1986   | 31 grudnia 1997      | Hawaje              | 11 lat, 364 dni      |
| 25 | Frank Tracy Griswold        |         | 1 stycznia 1998   | 1 listopada 2006     | Chicago             | 8 lat, 334 dni       |
| 26 | Katharine Jefferts Schori   |         | 1 listopada 2006  | 1 listopada 2015     | Nevada              | 9 lat, 0 dni         |
| 27 | Michael Curry               |         | 1 listopada 2015  |                      | Karolina Północna   | nadal sprawuje urząd |